# 셀로니어스 몽크
셀로니어스 스피어 몽크(Thelonious Sphere Monk, 1917년 10월 10일~1982년 2월 17일)는미국의 재즈 작곡가이자 피아니스트로 미국 음악사상 가장 위대한 인물 중 한명으로 꼽힌다. 그는 즉흥 연주자로 유명하며 또한 듀크 엘링턴 다음으로 가장 많은 재즈 곡을 녹음한 재즈 작곡가로도 유명하다.
몽크가 작곡한 곡으로는 'Epistrophy', 'Round Midnight', 'Blue Monk', 'Straight, No Chaser' 그리고 'Well, You Needn't' 등이 있다. 그의 즉흥곡들과 그가 작곡한 곡들은 '조화되지 않은 각진 멜로디들의 하모니(full of dissonant harmonies and angular melodic twists)'로 설명할 수 있다. 셀로니어스 몽크는 특이한 방식으로 피아노 연주에 접근했는데 갑작스럽게 피아노를 툭하고 친다던가, 연주 도중의 극적인 적막 그리고 망설임 등이 있다. 이러한 방식은 보편적으로는 찾아볼 수 없는 연주 방식으로 재즈 평론가 필립 라킨(Philip Larkin)는 이에 대해 '코끼리가 피아노를 연주한다.(the elephant on the keyboard)'라고 평가하기도 하였다.
셀로니어스 몽크는 타임지의 커버를 장식한 역대 다섯명의 재즈 음악가 중 한명이다. 나머지로는 루이 암스트롱, 데이브 브루벡, 듀크 엘링턴, 윈턴 마설리스 네 명이다.

## 참조
1. ↑  http://www.britannica.com/EBchecked/topic/389556/Thelonious-Monk
2. ↑  Robin D.G. Kelley Thelonious Monk: The Life and Times of American Original, London: JR Books, 2010, p.1. The source identifies the day of Monk's fortieth birthday in 1957.
3. ↑  Richard Cook and Brian Morton The Penguin Guide to Jazz, 2008, London: Penguin, p1020
4. ↑  Giddins, Gary & Scott DeVeaux. Jazz (2009). New York: W.W. Norton & Co, ISBN 978-0-393-06861-0.
5. ↑  Spencer, C. (2010). In the steps of Larkin. The Spectator, Sept. 2010, London.
6. ↑  http://content.time.com/time/covers/0,16641,19640228,00.html
7. ↑  “보관된 사본”. 2013년 8월 3일에 원본 문서에서 보존된 문서. 2014년 1월 4일에 확인함.